# Horacio Podestá
Horacio Podestá (26 luglio 1911 – 15 luglio 1999) è stato un canottiere argentino.

## Palmarès

### Olimpiadi
- 1 medaglia:
  - 1 bronzo (Berlino 1936 nel due senza)